# オーマイゴースト?〜わたしが悪霊になっても〜
『オーマイゴースト?〜わたしが悪霊になっても〜』（オーマイゴースト〜わたしがあくりょうになっても〜）は、私立恵比寿中学の5枚目のインディーズシングルである。2011年7月27日にスタデジ（STARDUST DIGITAL）から発売された。

## チャート成績
- 発売日前にオリコンデイリー12位を記録[10][11]。
- オリコンCDシングル週間ランキングで59位を記録[12]。

## 収録曲
（私立恵比寿中学：瑞季、宮崎れいな、真山りか、杏野なつ、安本彩花、廣田あいか、星名美怜、鈴木裕乃、松野莉奈、柏木ひなた）
1. オーマイゴースト?〜わたしが悪霊になっても〜
作詞・作曲・編曲・おばけ：前山田健一
Chorus：廣田あいか・柏木ひなた
2. ご存知!エビ中音頭
作詞・作曲・編曲・町内会の人：前山田健一
柏木ひなた（おもち）を他のメンバーが持ち上げる「もち神輿」[13][14]がライブでの特徴の一つ。
配信限定EP『FAMIEN'15 e.p.』（2015年）に「ご存知！エビ中音頭 (DE DE MOUSE 平成27年版 Remix)」が収録
アルバム『FAMIEN'21 L.P.』（2021年）に新9人バージョンの「ご存知! エビ中音頭(2021 ver.)」が収録
3. オーマイゴースト?〜わたしが悪霊になっても〜（Off Vocal）
4. ご存知!エビ中音頭（Off Vocal）